# 社会的処方
社会的処方（英: Social prescribing）とは、医療専門家が患者の健康とウェルビーイングを改善するために、患者に非医療的な処方としてコミュニティでのサポートを紹介することとされる。この概念は、イギリスの国民保健サービス（NHS）、アイルランド、オランダ で支持を得て、NHS長期計画（NHS Long Term Plan）の一部にも組み込まれている。社会的処方を介して提供される紹介の仕組み、対象グループ、サービスは、自治体や地域などによって異なる。しかし一般的に、非医療的なニーズの選別と、地域ベースの組織によって提供される支援サービスへの紹介を含んでいる。
例えば北米やイギリスでは、社会的処方の一環として美術館や博物館での観覧を処方として患者に紹介するというケースも存在している。
社会的処方の目標は、医療費の上昇を抑え、一般診療所の圧迫を緩和することである 。イギリスの2017年度の委員会は、患者の相談の約20％が医学的問題ではなく社会的問題のためであると推定した。

## 定義
社会的処方とは、かかりつけ医（イギリスではGeneral Practitioner、 GPと呼ばれる）や医療関連スタッフ、ソーシャルケアや慈善団体で働く非医療専門家など、様々な専門家が患者の心身の健康の改善をもたらす方法の非医療的な処方（紹介）の選択肢として定義される 。医師は、患者の一部を社会的処方の専門家やリンクワーカーに紹介し、健康やウェルビーイングを向上させるために参加できる地域の社会グループを提案することができる 。

## 評価について
ブリティッシュ・メディカル・ジャーナル誌の2016年のレビューでは、社会的処方の効果を支持する証拠は様々なバイアスにさらされる小規模な試験から得られたと指摘し、その効果を証明するために、さらに精度の高い大規模な試験が必要であると結論付けた  。ロンドン中心部の23のGP診療所での社会的処方プログラムの研究では、一般的な健康度合いやウェルビーイングなどの定量的な結果はほとんど変わらなかったが、参加者をより孤立させないなどの定性的成果に高い向上をもたらすことが分かった。
イギリスのBMCメディスン誌などで2020年に発表されたレビューでは、社会的処方は人々が帰属意識と自信を育むのに役立つことがわかった。しかし、これを実現するために、リンクワーカーは地域の組織やサービスに関する幅広い知識を身につけるためのリソースが必要であり、また患者との関係を構築するための十分な時間も必要であると述べられた。
ロンドンのマートン区では、社会的処方が「COVID以前」の時代に、患者の総合診療所予約を33％、救命救急（Accident and Emergency、A&E）利用を50％減少させたことがレビューで明らかになった。また患者らのウェルビーイングのスコアは77％改善された。他の5つの研究では、A&Eの利用頻度への効果を調べ、紹介後の利用頻度で平均24％減少したことを報告している。

## 事例紹介
イギリスの自治体であるブライトン・アンド・ホヴでは、2014年にコミュニティ・ナビゲーター制度に試験的な資金が提供された。この試みは、ブライトンの36のGP診療所のうち、16の診療所にボランティアのナビゲーターを配置するものであった。このプログラムの成功が認められ、2016年に試験運用が終了すると、地元のクリニカル・コミッション・グループ（CCG）がこのスキームへの資金提供を引き継いだ。提供者であるブライトンを拠点とする慈善団体のTogether Coは、社会的処方を提供し、様々な組織のスタッフが継続的な学習と開発の恩恵を受けられるように、市内でリンクワーカーネットワークを運営していることから、優れた実践例として取り上げられている。
日本における事例として、九州産業大学の緒方泉教授を中心として博物館による社会的処方の研究が進められており、2020年の国際シンポジウムの開催や、同大学におけるリンクワーカー養成講座も存在する。また、緒方らは博物館における社会的処方のあり方を「博物館浴」と称して提唱している。日本の公開天文台も科学系博物館として天文台の果たすべき社会的役割の一つとして、天文台で体験する星空を通した心身の健康とウェルビーイングの向上を社会的処方の場として提供することを目指している。こういった活動を「天文台浴」と称して2022年より提唱しはじめている。
医師、薬剤師、看護師、介護職などで構成される一般社団法人日本プライマリ・ケア連合学会は令和4年に「日本プライマリ・ケア連合学会の健康格差に対する見解と行動指針　第二版」において、「貧困や孤独といった社会背景が健康を阻害し、また治療上の困難に陥っていると考えられる人に対しては、社会的処方の取り組みにより対応する」と学会員の行動指針の一つとして推奨している。

## リソース
イギリスでは、A National Academy for Social Prescribingという団体が2019年に設立された 。また、社会的処方のスタッフを支援し、改善のためのロビー活動を行い、会員にガイダンスと継続的な専門的開発を提供することを目的とした A National AssocIation of Link Workers という団体も存在する。
ヘルシー・ロンドン・パートナーシップは、CCGコミッショナーが社会的処方の実施について意思決定するために参考となるレポートを作成した。
一般財団法人オレンジクロスは日本における社会的処方の実践に関する提言として、2020年に「社会的処方白書」を公開した。

## 結論
イギリス、アイルランドやオランダで始まり北米でも広がりを見せている社会的処方は、ヘルスケアの生物心理社会（Biopsychosocial model）モデルの論理的拡張である。この制度の効果を支持する理論的・実際的な要因がいくつかは存在する。 したがって、社会的処方の今後の成長を十分説明する明確な証拠がそれほど無いにもかかわらず、その勢いは持続する可能性がある。この制度は患者にとっての社会的ケアの道を広げるためのアプローチを提示している。しかし、医療従事者が患者の全体的な健康と福利を向上させるための有用な仕組みとしてこの制度を完全に受け入れたときにのみ、この制度は成功を収めることができるだろう。日本においても社会的処方の一環としての「博物館浴」や「天文台浴」などの提唱が徐々に始まっている。